# Derbidae
Derbidae Spinola, 1839, è una famiglia comprendente insetti dell'ordine dei Rincoti Omotteri, superfamiglia dei Fulgoroidei.

## Descrizione
I Derbidae sono insetti di piccole dimensioni e dall'aspetto variabile, a volte apparentemente simili a farfalle per la morfologia alare.
Il capo presenta la regione fronto-clipeale percorsa da tre carene longitudinali, in genere marcatamente prominente, con due ocelli disposti sotto gli occhi e lateralmente rispetto alle carene laterali. Le antenne hanno flagello filiforme e non segmentato e i due articoli prossimali ingrossati. Il rostro presenta il segmento distale breve, con lunghezza e larghezza di uguali dimensioni. Questo elemento è il principale carattere morfologico distintivo rispetto agli altri Fulgoroidei.
Le ali anteriori mostrano spesso le nervature del clavo provviste di una granulazione, come nei Meenoplidae. La brevità dell'ultimo segmento del rostro permette comunque di distinguere i Derbidi. In fase di riposo sono ripiegate a tetto, ma mantenute quasi verticali. La regione anale delle ali posteriori è priva di nervature trasversali.
Le zampe presentano, come in tutti i Fulgoroidei, le coxe allungate. Quelle posteriori hanno il secondo tarsomero poco sviluppato e terminante con una corona apicale di denti oppure con due soli denti, uno per lato.

## Biologia
Gli adulti sono fitomizi e si rivengono comunemente sulla vegetazione delle palme. Gli stadi giovanili si rinvengono in genere su detriti organici in decomposizione, presso miceli fungini, e si ritiene che siano micetofagi.
Alcune specie africane sono dannose in quanto vettori di fitoplasmi fitopatogeni nei confronti della palma da cocco.

## Sistematica
La famiglia comprende circa 1460 specie ripartite in 144 generi.
In Italia è rappresentata solo il genere Malenia con le specie endemiche Malenia sicula, presente in Sicilia e nel centro-sud della penisola, e Malenia dlabolai, presente nella penisola.